# Santuario della Madonna del Buon Consiglio (Borgio Verezzi)
Il santuario della Madonna del Buon Consiglio già intitolato a San Pietro e quindi a santo Stefano è un luogo di culto cattolico situato nella frazione di Borgio, in via Soccorso, nel comune di Borgio Verezzi in provincia di Savona.
La chiesa fu l'antica sede parrocchiale della località, in seguito trasferita nella più centrale chiesa di San Pietro.

## Storia e descrizione

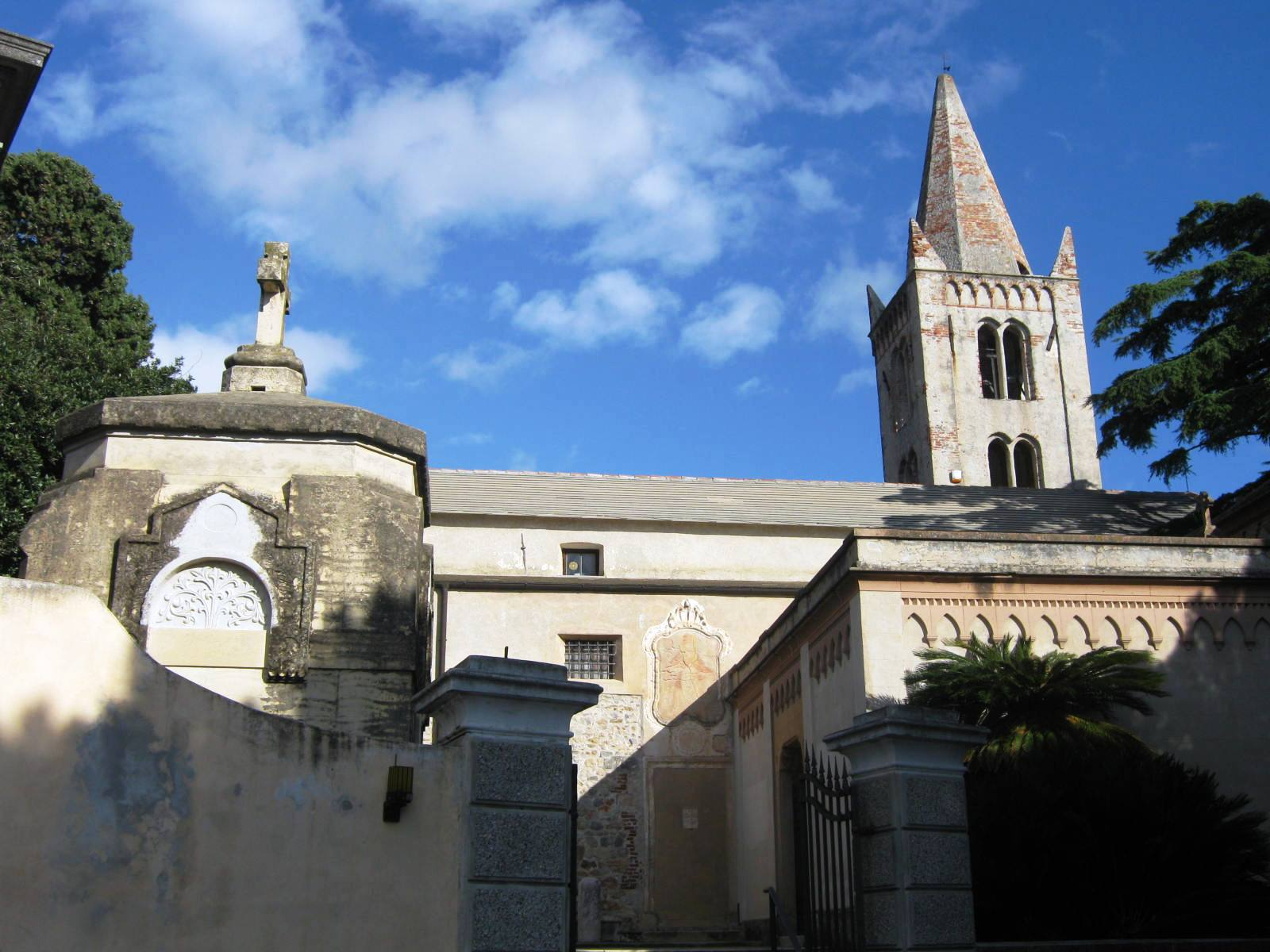
Particolare dell'edificio

L'antico edificio, in origine dedicato all'apostolo Pietro, sorse per merito dei monaci benedettini nel IX secolo lungo la strada di epoca romana che scendeva dalla valle del torrente Bottasano. Ora inglobata nei confini del locale cimitero di Borgio, la chiesa fu alle dipendenze religiose dell'abbazia di San Pietro in Varatella, presso Toirano.
Divenne oratorio dedicato a santo Stefano, e sede della locale confraternita, a partire dal 1808 con il trasferimento del titolo di parrocchiale alla neo chiesa di San Pietro ubicata nel centro storico di Borgio. Fu papa Giovanni XXIII, nel 1960, ad erigere la chiesa al titolo di santuario con la nuova dedica verso la Madonna del Buon Consiglio.
L'attuale aspetto architettonico del luogo di culto risalirebbe al tardo Medioevo, con il campanile in laterizio a due piani di bifore del XIV secolo. L'interno si presenta a tre navate con archi ogivali su colonne in stile romanico e capitelli cubici databili al XIII secolo, forse risalenti al primo impianto della chiesa. Conserva tracce di affreschi del XIV-XV secolo, stesso secolo del poligonale abside.